# Júlia Liptáková
Júlia Liptáková (* 8. dubna 1984 Nová Dubnica) je slovenská modelka.

## Život
Júlia Liptáková se narodila a téměř celé své dětství prožila na malém slovenském městě Nová Dubnica nedaleko Trenčína. Po úspěšných přijímacích zkouškách nastoupila na gymnázium v Dubnici nad Váhom.
Již už od svých šestnácti let se začala účastnit řady soutěží krásy, už v roce 2000 zvítězila na soutěži Miss dievča v rodné Nové Dubnici. V roce 2004 získala v Číně speciální cenu Miss Bikini of the World. V září 2005 proběhlo v Koreji světové finále soutěže International Model of the Year, kde získala titul 2. vicemiss a ještě získala titul Best in Swimwear. V přímo navazující soutěži Miss Global Beauty Queen, která se konala v Číně, dosáhla 4. místa (3. runner up).
Na konci listopadu 2006 získala v Číně další titul Miss Bikini International a jasně vyhrála v kategorii Miss Body Beautiful.
Během celého roku 2008 se zúčastnila, spolu s Gabrielou Kořínkovou, většiny podniků seriálu MotoGP jako Paddock Girl.
Měří 174 cm, její míry jsou 90-61-89; má blond vlasy a modrozelené oči.